# إرنست فيشر غوتفريد
إرنست فيشر غوتفريد (بالإنجليزية: Ernst Gottfried Fischer)‏ (و. 1754 – 1831 م) هو كيميائي، وفيزيائي، ورياضياتي
وكان عضواً في الأكاديمية البروسية للعلوم .